# Alfonso Antonio de Sarasa
Alfonso Antonio de Sarasa fue un matemático jesuita que contribuyó al conocimiento de los logaritmos, particularmente como áreas bajo la hipérbola.

## Semblanza
Sarasa nació en 1618, en Nieuwpoort en Flandes. En 1632 fue admitido como novicio en Gante. Ahí trabajó con Gregoire de Saint-Vincent las ideas que había desarrollado, explotado, y promulgado. Según Sommervogel (1896), Alfonso de Sarasa también ocupó puestos académicos en Amberes y Bruselas.
En 1649 publicó Solutio problematis a R.P. Marino Mersenne Minimo propositi. Este libro fue en respuesta al panfleto de Marin Mersenne "Reflexiones Physico-mathematicae" examinadas por el Opus Geometricum de Saint-Vincent y propuso este cambio:

Dadas tres magnitudes arbitrarias, racionales o irracionales, y dado el logaritmo de dos de ellas, encuentre geométricamente el logaritmo de la tercera.

R.P. Burn (2001) explica por qué el término logaritmo tenía un uso diferente en el siglo XVII. Los logaritmos eran cualquier progresión aritmética que correspondía a una progresión geométrica. Burn dijo, en la revisión de la popularización de Sarasa de Saint-Vincent, y coincidiendo con Moritz Cantor, que «la relación entre los logaritmos y la hipérbola fue encontrado por Saint-Vincent en todo menos en el nombre». Burn cita a De Sarasa en este punto: «...el fundamento de la enseñanza que abarca los logaritmos está contenido» en el Opus Geometricum de Saint-Vincent, parte 4 del libro 6, De Hypérbola.
Alfonso Antonio de Sarasa murió en Bruselas en 1667.